# Heterocyathus alternatus
Espèce
Statut CITES
Heterocyathus alternatus est une espèce de coraux appartenant à la famille des Caryophylliidae.